# Marie-Anne Praud de La Nicollière
Marie-Anne Praud de La Nicollière, née le 4 février 1838 à Machecoul et morte le 26 novembre 1905 à Nantes, est une femme de lettres française, autrice de nombreux livres pour la jeunesse.

## Biographie
Marie Anne Joséphine Praud de La Nicollière est la fille de Jean François Praud de La Nicollière, percepteur des contributions directes à Machecoul, et de Françoise Julienne Marie Filaudeau. Son cousin germain, Stéphane de La Nicollière-Teijeiro, est archiviste de la ville de Nantes.
Elle publie ses livres sous les pseudonymes "Mademoiselle Gabrielle d'Éthampes", "Anna Templier", "Marie de Ruays" et "Madeleine Boffrand".

## Publications
- Indépendante !, Paris,  G. Beauchesne, 1904, 254 p.
- La Petite reine des Korrigans, Paris, Périsse frères  (coll. « Bibliothèque des jeunes filles D. S. G. »), 1902, 318 p.
- La Dame au voile blanc, Paris, Téqui, 1896, 296 p.
- La Folle de Saint-Père-en-Retz, Paris, Bourguet-Calas (coll. « Bibliothèque des jeunes filles D. S. G. »), 1895, 290 p.
- Malgré eux, Paris, Téqui, 1895, 275 p.
- Trop bonne !, Paris, Hatier (coll. « Bibliothèque anecdotique et littéraire »), 1893, 240 p.
- L'Épée du duc Arthur de Bretagne, Tours, A. Cattier, 1893, 239 p. ; réédition en 1896 et 1901.
- Les Bons enfants, Tours, A. Cattier, 1892, 159 p. ; réddition en 1895 et 1902.
- L'Enfance de saint Louis et de sa soeur Isabelle de France, Tours, A. Cattier (coll. « Bibliothèque récréative »), 1892, 144 p.
- Le Dévouement d'une jeune fille, Tours, A. Cattier (coll. « Bibliothèque récréative »), 1892, 143 p.
- La Petite amie du prélat, Tours, A. Cattier, 1891, 64 p.
- La Passerelle, Tours, A. Cattier, 1891, 64 p.
- Le Lutin de La Roche-Heillic, Paris, Téqui, 1891, 291 p.
- Je promène grans-père, Tours, A. Cattier, 1891, 64 p.
- Les épreuves d'une mère, Tours, A. Cattier (coll. « Bibliothèque récréative »), 1891, 144 p.
- Alain, Tours, A. Cattier, 1891, 64 p.
- Les deux frères martyrs. Suivi de La nièce de Mar-Chill, chronique bretonne, Tours, A. Cattier (coll. « Bibliothèque récréative »), 1891, 144 p.
- Les Deux sœurs, Tours, A. Cattier, 1891, 62 p.
- Le Château de La Roche-Montée, Tours, A. Cattier, 1891, 240 p. ; réédition en 1897.
- La Cruche brisée, Tours, A. Cattier, 1891, 63 p.
- Cécile et Georgette'', Tours, A. Cattier, 1891, 64 p.
- Marcel, ou Grâce au travail, on peut arriver au but, Tours, A. Cattier (coll. « Bibliothèque du jeune âge »), 1890, 64 p.
- Le Logis-aux-Ombres, Tours, A. Cattier (coll. « Bibliothèque récréative »), 1890, 143 p.
- La Tour aux trésors, Paris, Delhomme et Briguet (coll. « Bibliothèque Saint-Germain »), 1889, 322 p.
- Le collier japonais, Limoges, E. Ardant, 1888, 67 p. ; réédition en 1889 et 1895.
- Les deux francs de Claudette ; suivi de Louisanne et Frère et soeur, Limoges, E. Ardant, 1888, 72 p. ; réédition en 1890.
- Le château de Coët-Val, Tours, A. Cattier, 1888, 235 p. ; réédition en 1905.
- Les Deux Gastons, Limoges, E. Ardant, 1888, 36 p. ; réédition en 1889 et 1895.
- La Perle de Thouaré, Paris, H. Gautier, 1887, 241 p.
- Les Ruines de Fougueil, Paris, Bloud et Barral (coll. « Bibliothèque du dimanche »), 1886, 374 p.
- Le Sorcier de Kervistel, paris, C. Dillet, 1886, 293 p.
- Une petite-fille de Cendrillon, Paris, H. Gautier, 1886, 252 p.
- L'Aînée de la famille, Paris, H. Gautier, 1885, 239 p.
- La Maison du docteur, Paris, Bourguet-Calas (coll. « Bibliothèque des jeunes filles D. S. G. »), 1885, 351 p.
- L'Héritière du colonel, Paris, Bloud et Barral (coll. « Bibliothèque du dimanche »), 1885, 276 p.
- Les Deux Alix, Paris, Delhomme et Briguet (coll. « Bibliothèque Saint-Germain »), 1884, 316 p.
- Le château de Coëtlec, Paris, Delhomme et Briguet (coll. « Bibliothèque Saint-Germain »), 1884, 315 p.
- La Famille du millionnaire, Paris, R. Haton, 1884, 196 p.
- Bérengère, suivie de la Fille du pêcheur, Paris, Bourguet-Calas (coll. « Bibliothèque des jeunes filles D. S. G. »), 1882, 290 p.
- La Fille de l'organiste, Paris, Delhomme et Briguet (coll. « Bibliothèque Saint-Germain »), 1882, 330 p.
- La Petite étoile, suivi de la Soeur aînée, Paris, Bourguet-Calas (coll. « Bibliothèque des jeunes filles D. S. G. »), 1880, 315 p.
- Mélite Belligny, Paris, Delhomme et Briguet (coll. « Bibliothèque Saint-Germain »), 1880, 289 p.
- Juliette Le Bhénic, Paris, Delhomme et Briguet (coll. « Bibliothèque Saint-Germain »), 1880, 305 p.
- La Muette d'Orvault, Paris, Delhomme et Briguet (coll. « Bibliothèque Saint-Germain »), 1880, 295 p.
- Le secret de l'innocent, Paris, Bourguet-Calas (coll. « Bibliothèque des jeunes filles D. S. G. »), 1878, 334 p. (Lire en ligne sur Gallica).
- Isabelle aux blanches mains, suivie de l'Anneau de la châtelaine, Paris, Bourguet-Calas (coll. « Bibliothèque des jeunes filles D. S. G. »), 1878, 316 p.
- Les illusions d'Hélène ; La Notre-Dame d'Août ; Protégé par Saint-Michel ; Marie-la-Fileuse, Paris, Bourguet-Calas (coll. « Bibliothèque des jeunes filles D. S. G. »), 1878, 282 p.
- L'Hermine des Kergaël, Paris, H. Allard (coll. « Bibliothèque Saint-Germain »), 1878, 327 p. ; réédition en 1880, 1890 et 1891, Paris, Delhomme et Briguet.
- Le lion de Coëtavel, Paris, H. Allard (coll. « Bibliothèque Saint-Germain »), 1877, 330 p. ; réédition par Delhomme et Briguet, 1888.
- Portraits de jeunes filles, Paris, Bourguet, Calas et Cie (coll. « Bibliothèque des jeunes filles D. S. G. »), 1877, 356 p.
- Les colombes de La Forlière, Paris, Bourguet-Calas (coll. « Bibliothèque des jeunes filles D. S. G. »), 1877, 352 p. (Lire en ligne sur gallica) ; réédition en 1902.
- Rome et Italie, souvenirs de voyage, Paris, Bourguet-Calas (coll. « Bibliothèque des jeunes filles D. S. G. »), 1876, 344 p. (Lire en ligne sur Gallica).
- L'Héritage du croisé, Paris, Lecoffre fils, 1876, 287 p.
- Émilienne, Paris, Bourguet-Calas, 1876, 342 p.
- La Main de velours, Paris, Bourguet-Calas, 1874, 352 p. ; réédition en 1876 (Lire en ligne sur Gallica).
- Bretons et Vendéens. Autrefois et aujourd'hui, Paris, Allard (coll. « Bibliothèque Saint-Germain. Lectures morales et littéraires »), 1873, 298 p. ; réédition en 1884, 1889 et 1891.
- Yva et Yvette, suivi de l'Écharpe d'un Vendéen et de la Bûche de Noël, Poitiers, H. Oudin, 1873, 326 p.
- Isabelle aux blanches mains, suivie de l'Anneau de la châtelaine, Paris, Didier, 1872, 370 p.
- Les Lavandières, Paris, P. Brunet, 1868, 271 p. ; réédition, Paris, Perisse frères (coll. « Bibliothèque des jeunes filles D. S. G. »), 1877 (Lire en ligne sur Gallica).
- La Roue qui tourne', Paris, C. Dillet, 1868, 329 p.
- Fleurs de Bretagne : légendes historiques, Paris, Félix Girard, 1868, 2 vol. (Lire en ligne sur Gallica).
- Les Anges de Kératry, suivis de l'Enfant corrigé, Rouen, Mégard (coll. « Bibliothèque morale de la jeunesse »), 1867, 95 p. ; réédition en 1873.
- La Petite pèlerine, suivie de l'Écharpe bleue, Rouen, Mégard (coll. « Bibliothèque morale de la jeunesse »), 1867 ; réédition en 1873.
- Devoir et vertu, Rouen, Mégard (coll. « Bibliothèque morale de la jeunesse »), 1867 ; réédition en 1868 et 1875.
- Les Cadeaux de Noël, suivis des Boucles d'oreille, Rouen, Mégard (coll. « Bibliothèque morale de la jeunesse »), 1865, 96 p. ; réédition en 1866 et 1868.
- Les Deux routes de la vie, Rouen, Mégard (coll. « Bibliothèque morale de la jeunesse »), 1865, 191 p. (Lire en ligne sur Gallica).
- Le Château de Kergoet, Rouen, Mégard (coll. « Bibliothèque morale de la jeunesse »), 1864, 192 p. ; réédition en 1866, 1870 (Lire en ligne sur Gallica) et 1872.
- Les Vacances, contes d'une mère à ses enfants, Rouen, Mégard (coll. « Bibliothèque morale de la jeunesse »), 1864, 95 p. ; réédition en 1866 et 1867.
- Le Pupille du docteur, Paris, P. Brunet, 1863, 294 p. ; réédition Paris, G. Téqui (coll. « Collection Saint-Michel »), 1874 ;(Lire en ligne sur Gallica) ; réédition en 1879.
- Les Orphelins bretons, épisode des guerres vendéennes, Rouen, Mégard (coll. « Bibliothèque morale de la jeunesse »), 1863, 216 p. (Lire en ligne sur Gallica).
- La Robe de la Vierge (chroniques et légendes), Paris, C. Dillet, 1862, 254 p. ; réédition en 1882.
- La Jeune institutrice, ou les Deux routes de la vie, Rouen, Mégard (coll. « Bibliothèque morale de la jeunesse »), 1860, 215 p.
- Les Soirées bretonnes, contes d'une mère à ses enfants, Rouen, Mégard (coll. « Bibliothèque morale de la jeunesse »), 1860, 213 p.
- Le foyer de la famille, études et récits sur la Bretagne, Rouen, Mégard (coll. « Bibliothèque morale de la jeunesse »), 1860, 191 p.
- Les Bruyères bretonnes, Paris, Bourguet-Calas (coll. « Bibliothèque des jeunes filles »), sans date, 315 p.